# Pokht
Pokht (persiska: پخت) är en ort i Iran.   Den ligger i provinsen Khorasan, i den östra delen av landet, 800 km öster om huvudstaden Teheran. Pokht ligger 1 919 meter över havet och antalet invånare är 173.
Terrängen runt Pokht är platt åt nordost, men åt sydväst är den kuperad. Runt Pokht är det glesbefolkat, med 12 invånare per kvadratkilometer. Närmaste större samhälle är Sarbīsheh, 16,5 km öster om Pokht. Trakten runt Pokht är ofruktbar med lite eller ingen växtlighet.